# Jorge Urosa
Jorge Liberato Urosa Savino, né le 28 août 1942 et mort le 23 septembre 2021, était un cardinal vénézuélien, archevêque de Caracas de 2005 à 2018.

## Biographie

### Formation
Jorge Liberato Urosa Savino est titulaire d'un doctorat en théologie.

### Prêtre
Il a été ordonné prêtre le 15 août 1967 pour le diocèse de Caracas par le cardinal José Humberto Quintero Parra.
Il a consacré l'essentiel de son ministère sacerdotal à la formation des prêtres comme enseignant en philosophie et en anthropologie et comme vice-recteur, puis recteur du séminaire San José d'El Hatillo avant de devenir recteur du séminaire interdiocésain de Caracas.
Il a également été président de l'Organisation des séminaires vénézuéliens et vice-président de l'Organisation des séminaires d'Amérique latine.

### Évêque
Nommé évêque auxiliaire de Caracas le 3 juillet 1982, il est consacré le 22 septembre suivant par le cardinal José Lebrún Moratinos.
Le 16 mars 1990, il est nommé archevêque de Valencia (Venezuela) et le 19 septembre 2005 archevêque de Caracas.
Au sein de la Conférence épiscopale vénézuélienne, il a présidé la Commission de la pastorale sociale.
Le pape François accepte le 9 juillet 2018 la démission de sa charge d'archevêque qu'il lui avait adressée en atteignant l'âge de 75 ans, conformément au code de droit canonique.  

### Cardinal
Le pape Benoît XVI l'a créé cardinal lors du consistoire du 24 mars 2006 avec le titre de cardinal-prêtre de S. Maria ai Monti. Il participe au conclave de 2013 qui élit le pape François.
Au sein de la curie romaine, il est membre du Conseil pontifical « Justice et Paix » et de la Commission pontificale pour l'Amérique latine.
Atteint du Covid-19, il est mort le 23 septembre 2021.